# Tanyproctus minutus
Tanyproctus minutus är en skalbaggsart som beskrevs av Rudolph Petrovitz 1973. Tanyproctus minutus ingår i släktet Tanyproctus och familjen Melolonthidae. Inga underarter finns listade i Catalogue of Life.